# Зоотрополис
„Зоотрополис“ (в САЩ: Zootopia, във Великобритания: Zootropolis) е американски анимационен филм от 2016 г. на Уолт Дисни Анимейшън Студиос.

## Сюжет
В един свят, населен от антропоморфни бозайници, Джуди Хопс от селцето Зайовдол изпълнява детската си мечта да стане полицай в мегаполиса Зоотрополис. Въпреки че е завършила полицейска академия, Джуди е назначена да отговаря за паркинг от главния полицай Бого, който се съмнява в потенциала и, защото е заек. На първия си ден тя е заинтересована от двойката престъпници Ник Уайлд и Финик.
На следващия ден Джуди се отказва от задължението за паркиране, за да арестува Дюк Гептулко, невестулка, която краде чанта с луковици, известни като Midnicampum holicithias. Бого я порицава, но тогава госпожа Видрасон влиза в кабинета на Бого, молейки се някой да намери съпруга ѝ Емет, един от четиринадесет хищници, които липсват. Когато Джуди доброволства и помощник-кметът Блейволнър похвалва задачата, Бого ѝ дава 48 часа, за да намери Видрасон, при условие, че тя подаде оставка, ако не успее.
След като установява, че Ник е последният, видял г-н Видрасон, Джуди го изнудва да и помогне, като тайничко го записва с химикалката си морков, как си признава укриването на данъци. Те проследяват Видрасон до лимузина, собственост на шефа на престъпността г-н Голям, който разкрива, че видрата е „подивяла“ и е атакувала шофьора му Манчас.
В своя дом Манчас споменава, че Видрасон е говорил за „здрачовойци“ преди атаката. Минути по-късно самият Манчас подивява и преследва двойката. Джуди спасява Ник, като притиска Манчас и се обажда на полицията за помощ, но когато пристигнат, Манчас вече е изчезнал. Бого настоява за оставката на Джуди, но Ник напомня на Бого, че тя все още има десет часа, за да реши случая. По-късно Джуди научава от Ник, че е бил малтретиран като дете, когато се е опитал да се присъедини към скаутите, които са го оприличили като животно, на което не може да се разчита, тъй като е лисица.
В Кметството заместник кмета Блейвълнър предлага на Джуди и Ник достъп до камерите на града. Те откриват, че Манчас е бил заловен от вълци, които според Джуди са ,,здрачовойци“. Те откриват липсващите хищници – всички останали живи – затворени в крайбрежното убежище, където кметът Леодор Лъвонрав ги е скрил от обществеността, докато учен се опитва да определи причината за поведението им. Лъвонрав и замесените лица са арестувани за скриването на информация и Блейвълнър става новият кмет.
Джуди, възхвалявана за решаването на случая, става приятелка с Ник и го моли да се присъедини към полицията като партньор. Въпреки това, тя го разстройва на пресконференция, като предполага хищническа биологична причина за подивяването на животните. Нейните коментари предизвикват напрежение между хищници и тревопасни в целия град. Чувствайки се виновна за резултатите от думите си, Джуди се отказва от работата си.
Връщайки се в Зайовдол, Джуди научава, че здрачовойците са всъщност токсични цветя, които имат тежки психотропни ефекти върху бозайниците. След като се връща в Зоотрополис и се сдобрява с Ник, Джуди се изправи срещу Гептулко, който им каза, че луковиците, които е откраднал, са за овен, на име Дъг. Те откриват Дъг в лаборатория, скрита в метрото на града и разбират, че разработва наркотик, направен от здрачовойчета, с който той стреля по хищниците с пистолет за стрелички.
Джуди и Ник получават серума като доказателство, но преди да стигнат до полицията, Блейвълнър ги залавя и взема доказателствата, разкривайки себе си като ръководител на престъплението. Джуди и Ник са хванати в капан, след като Ник отказва да се откаже от ранената Джуди. Блейвълнър изстрелва наркотикът към Ник, за да може той да убие Джуди и повиква полицията за помощ. Но Джуди и Ник разкриват, че са заменили серумните гранули в пистолета с боровинки. Блейвълнър ги заплашва, че ще ги обвини несправедливо, както е направила с Лъвонрав, но се оказва, че Джуди е записала изповедта на Блейвълнър с химикалката си морков. Бого и полицията пристигат и Блейвълнър е арестувана.
Кметът Лъвонрав публично признава, че не е знаел за плана на Блейвълнър и допълва, че затварянето на подивелите животни е било погрешно. С откриването на противоотрова, дивите животни вече са излекувани и Джуди отново се завръща в полицията. Ник завършва полицейската академия, като първата лисица полицай, и става партньор на Джуди.

## Озвучаване
- Джинифър Гудуин – Джуди Хопс (български Поли Генова)
- Джейсън Бейтман – Ник Уайлд
- Идрис Елба – Шеф Бого
- Джей Кей Симънс – Кмет Леодор Лъвонрав
- Джени Слейт – Блейвълнър
- Нейт Торънс – Бенджамин Ноктодрас
- Шакира – Газел
- Томи Чонг – Якс
- Октавия Спенсър – г-жа Видрасън
- Бони Хънт – Бони Хопс
- Дон Лейк – Стю Хопс
- Алън Тудик – Дюк Уийзълтън
- Морис Ламарш – г-н Голям

## Премиера
Филмът излиза в Белгия на 10 февруари, в Испания на 12 февруари, във Франция на 17 февруари и в Италия на 18 февруари. Премиерата в САЩ и България е на 4 март 2016 г.

## Продължение
През февруари 2023 г. изпълнителният директор на „Дисни“ Боб Айгър обявява подготвяно продължение на филма. Режисьор и сценарист на продължението ще е Джаред Буш, сценарист на първия филм. Планира се филмът да излезе по кината на 26 ноември 2025 г.